# 蜜月酒店杀人事件
《蜜月酒店杀人事件》是一部2016年上映的中韩合拍悬疑剧情电影。该片由张哲洙、李光浩和千丙哲执导，张静初、何润东、金永敏、倪虹洁和吴维彬主演。

## 角色
倪虹洁 饰：张雯雯

金永敏 饰：吴大志

吴维彬 饰：酒店经理

张静初 饰：佩儿

何润东 饰：崔医生